# Zagreb Open 2010
Il Zagreb Open 2010 è stato un torneo professionistico di tennis maschile giocato sulla terra rossa, che faceva parte dell'ATP Challenger Tour 2010. Si è giocato a Zagabria in Croazia dal 10 al 16 maggio 2010.

## Partecipanti

### Teste di serie
| Nazionalità | Giocatore             | Ranking* | Testa di serie |
| ----------- | --------------------- | -------- | -------------- |
| Brasile     | Marcos Daniel         | 91       | 1              |
| Cile        | Nicolás Massú         | 92       | 2              |
| Slovenia    | Blaž Kavčič           | 101      | 3              |
| Austria     | Daniel Köllerer       | 106      | 4              |
| India       | Somdev Devvarman      | 109      | 5              |
| Spagna      | Rubén Ramírez Hidalgo | 119      | 6              |
| Spagna      | Santiago Ventura      | 137      | 7              |
| Slovenia    | Grega Žemlja          | 140      | 8              |

- Ranking al 3 maggio 2010.

### Altri partecipanti
Giocatori che hanno ricevuto una wild card:
- Gastón Gaudio
- Nikola Mektić
- Bernard Tomić
- Antonio Veić

Giocatori passati dalle qualificazioni:
- Attila Balázs
- Ilya Belyaev
- Andrej Kuznecov
- Antonio Sančić

Giocatori special exempt:
- Ivo Minář

## Campioni

### Singolare
Jurij Ščukin ha battuto in finale  Santiago Ventura con il punteggio di 6–3, 7–5

### Doppio
Andre Begemann /  Matthew Ebden hanno battuto in finale  Rubén Ramírez Hidalgo /  Santiago Ventura con il punteggio di 7–6(5), 5–7, [10–3]